# مدال خانواده فرانسه
مدال خانواده فرانسه (انگلیسی: Medal of the French Family) یک نشان برتری است که توسط دولت یا حکومت فرانسه برای قدردانی از کسانی که با موفقیت چندین کودک) را با وقار بزرگ کرده‌اند اعطا می‌شود.